# 成都戰鬥 (北洋政府時期)
成都戰鬥發生於1918年1月21－2月20日，地點則是在中國川西。是北洋政府時期內戰之一，也是四川省內之派系內鬨。交戰兩方為川軍五師及川督所屬軍隊。戰鬥末了，川軍五師攻佔成都，川督退至川北。